# Rishonim
1. Zugot
2. Tannaim
3. Amoraim
4. Savoraim
5. Gaonim
6. Rishonim
7. Acharonim

Rishonim (in ebraico ראשונים‎?; sing. ראשון, Rishon, "i primi,") furono i principali rabbini e Poskim che vissero dall'XI al XV secolo circa, nell'era prima che fosse scritto lo Shulchan Arukh (ebraico: שׁוּלחָן עָרוּך, "Tavola Apparecchiata", un codice della Legge ebraica, anno 1563) e dopo i Gaonim (589-1038). Gli studiosi rabbinici e autorità religiose successive allo Shulkhan Arukh sono conosciuti come " Acharonim ("i successivi").
La distinzione tra Rishonim e Gaonim è storicamente molto importante; nella Halakhah (Legge ebraica) la distinzione lo è meno. Secondo la principale opinione dell'Ebraismo ortodosso gli Acharonim generalmente non possono disputare le decisioni dei rabbini dell'era precedente, a meno che trovino il supporto di altri rabbini di ere precedenti. Questa opinione però non è parte formale dell'halakhah stessa, e secondo certi rabbini è una violazione del sistema halakhico.

## Rishonim famosi
- Abraham ibn Daud, (Sefer HaKabbalah), filosofo spagnolo del XII secolo
- Isaac Alfasi, (il Rif), Talmudista e halakhista Nord Africano-spagnolo dell'XI secolo; autore di "Sefer Ha-halachoth".
- Maimonide, Moshe Ben Maimon, (Rambam), codificatore, filosofo e talmudista Nord-Africano-spagnolo del XIII secolo
- Nahmanide, Moshe ben Nahman, (Ramban), mistico e talmudista spagnolo e della Terra santa del XIII secolo
- Rashi, (Solomon ben Yitzchak), importantissimo commentatore del Talmud dell'XI secolo
- Yehuda Halevi, (Kuzari), filosofo e poeta spagnolo del XII secolo, appassionato di Sion
- Yaakov ben Asher, (Ba'al ha-Turim), saggio e rabbino Tedesco-Spagnolo del XIII-XIV secolo, autore dell' "Arba'ah Turim"